# Basie & Zoot
Basie and Zoot è un album di Count Basie e Zoot Sims, pubblicato dalla Pablo Records nel 1976. Il disco fu registrato il 9 aprile 1975 al RCA Recording Studio di New York City, New York (Stati Uniti).

## Tracce
Lato A
1. I Never Knew – 4:38 (Gus Kahn, Ted Fiorito)
2. It's Only a Paper Moon – 5:33 (Billy Rose, E.Y. Harburg, Harold Arlen)
3. Blues for Nat Cole – 6:32 (Count Basie, Zoot Sims)
4. Captain Bligh – 6:36 (Count Basie, Zoot Sims)

Lato B
1. Honeysuckle Rose – 6:23 (Andy Razaf, Fats Waller)
2. Hardav – 4:41 (Count Basie, Zoot Sims)
3. Mean to Me – 6:30 (Fred E. Ahlert, Roy Turk)
4. I Surrender, Dear – 6:05 (Gordon Clifford, Harry Barris)

## Musicisti
- Count Basie - pianoforte, organo
- Zoot Sims - sassofono tenore
- John Heard - contrabbasso
- Louis Bellson - batteria[4]